# マックス・フリッシュ

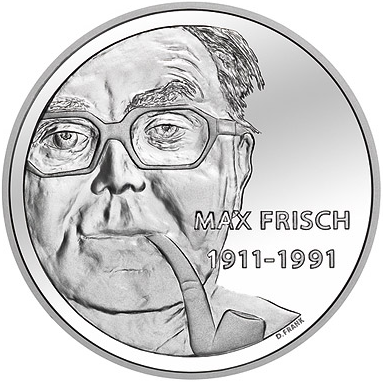
フリッシュの肖像を使った20スイス・フラン記念硬貨、2011年

マックス・フリッシュ（Max Frisch、1911年5月15日 - 1991年4月4日）は、スイスの小説家、劇作家、建築家。フリードリヒ・デュレンマットとともに戦後スイスを代表する作家の一人である。

## 経歴
スイス、チューリッヒに生まれる。1930年よりチューリッヒ大学でドイツ文学を学ぶが、建築家であった父の死により学費が続かなくなり退学、スイスの主要な新聞のひとつ Neue Zürcher Zeitung で記者兼コラムニストとして働き始める。1936年チューリッヒ工科大学に入り直し建築を学ぶ。1942年に同級生の女性と結婚、彼女とともに建築設計事務所を開く（ただし妻とは1953年に離婚している）。翌年より小説の発表を始め、以後10年ほど文学との2足のわらじで生活し、1950年代から60年代にかけての小説作品『シュティラー』（1954年）『ホモ・ファーベル』（1957年）『我が名はガンテンバイン』（1964年）などにより大きな名声を得て作家的地位を確立する。小説のほかに『アンドーラ』（1961年）などの戯曲やルポルタージュ、日記の摘要などを多数発表し、デュレンマットと並ぶ戦後スイスの代表的作家と目されるようになる。文学作品においてはとりわけ戦後社会における個人のアイデンティティや自立、責任、モラル、政治参加などをテーマとした。1991年、癌によりチューリヒにて死去。

## 主要作品
小説
- シュティラー（Stiller、1954年）
- ホモ・ファーベル（Homo Faber、1957年）
- 我が名はガンテンバイン（Mein Name sei Gantenbein、1964年）
- ブレヒトについての思い出（Erinnerungen an Brecht、1968年）
- 勤務日誌（Dienstbüchlein、1974年）
- マントーク（Montauk、1975年）
- トリプティコン（Tryptichon. Drei szenische Bilder、1978年）
- 完新世の人間（Der Mensch erscheint im Holozän、1979年）
- 青髭（Blaubart、1982年）

戯曲
- ふたたび彼女は歌う（Nun singen sie wieder、1945年）
- サンタクルス（Santa Cruz、1947年）
- 万里の長城（Die Chinesische Mauer、1947年）
- 戦争が終わるとき（Als der Krieg zu Ende war、1949年）
- エーデルランド伯爵（Graf Öderland、1951年）
- ビーダーマンと放火犯（Biedermann und die Brandstifter、1953年）
- ドン･ファンあるいは幾何学への愛（Don Juan oder Die Liebe zur Geometrie、1953年）
- アンドーラ（Andorra、1961年）
- 伝記（Biografie、1967年）
- ヨナと古参兵（Jonas und sein Veteran、1989年）

## 日本語訳
- アテネに死す（原題：ホモ・ファーベル）（中野孝次訳、白水社、1963年／白水Uブックス、2025年）
- 我が名はガンテンバイン（中野孝次訳、三修社『ドイツの文学 10』所収、1966年）
- ぼくはシュティラーではない（原題：シュティラー）（中野孝次訳、白水社、1970年）
- アンドラ（『現代世界演劇10』所収、内垣啓一訳、白水社、1971年）